# FK Tekstilac Odžaci
El FK Tekstilac Odžaci (en serbio: ФК Текстилац Оџаци) es un equipo de fútbol de Serbia que juega en la Primera Liga Serbia, la segunda categoría nacional.

## Historia

### Inicios
El FK Ojak fue fundado gracias a los trabajadores y aficionados al fútbol de la fábrica de cuerdas y cordeles de Johan Ertl, distinguido industrial y miembro del parlamento en la primera convocatoria del parlamento del Reino de los serbios, croatas y eslovenos el 19 de abril de 1919. Los jugadores y numerosos aficionados del club trabajaban en una fábrica que en aquella época era conocida en toda Europa por el procesamiento del cáñamo. Inmediatamente Johan Ertl construyó y mantuvo un parque infantil en Vašarište, donde hoy se encuentra el Odžaci City Stadium.
El club de fútbol se desarrolló rápidamente gracias a las buenas condiciones pero muere Johan Ertl en 1928. En 2010, su hijo, que asumió la dirección de la fábrica, construyó en el recinto de la fábrica un nuevo estadio moderno con vestuarios, baños y duchas. Como parte del estadio de fútbol se abrieron pistas de tenis, por lo que en aquella época los tenistas de Odžak ocupaban un lugar importante en el panorama del tenis yugoslavo.
Empezó a competir en el Reino de Yugoslavia en 1925 en la clase III de la liga de fútbol de Subotica, que en ese momento se jugaba según el sistema de Copa en un solo partido. El 11 de octubre de 1925 el Odzački SK local jugó la primera ronda en Odžaci, derrotado 1:3 por FK Apatina Amater. En la siguiente temporada 1926/27 el Odžački SK está incluido en la liga SNP de segunda división del distrito del Danubio - Grupo C , donde estaba en la competición con otros cinco clubes, Stanišići AK , Apatin B, OFK Sombor y ŽAK Sombor, donde ocuparán el segundo lugar con 11 puntos.
El FK Ojak logró los mejores resultados en la Yugoslavia de antes de la guerra en la temporada 1935-36 cuando en la final de la Liga fue segundo con 6 puntos para el campeón, el primer puesto lo consiguió el ŽAK con 12 puntos, y en la temporada 1936-37 cuando ocupó el cuarto lugar en la Liga Final para el campeón, y ese año el campeón fue el Bačka. La última temporada en el Reino de Yugoslavia el club jugó en la liga provincial y obtuvo el 4.º lugar. En 1941 el club, junto con otros 20 clubes, se trasladó de la Liga de Fútbol de Subotica a la recién creada Liga de Sombor, donde permaneció hasta la primavera de 1941 cuando dejó la Federación Yugoslava de Fútbol y se unió a la recién fundada Federación Alemana de Fútbol (NFS) en el territorio de Bačka. Ese año, todos sus resultados fueron eliminados de la Liga Yugoslava de Fútbol y no fueron sorteados para la primavera, lo que ni siquiera se celebró debido a los acontecimientos de la guerra.
Durante la Segunda Guerra Mundial el Ojak Sports Club cambió su nombre en el verano de 1941 a Hodschag Sport Club. En 1941 compitió en el grupo de fútbol NFS de Ojak (jugó de julio a septiembre de 1941), que era el más grande con siete clubes. En la temporada 1941/42 en la competición de nueve clubes, los habitantes de Ojak luchan por los puntos en la competición más fuerte de la NFS, la llamada Primera División. Al darse cuenta de que la Primera División, que incluía clubes de fútbol de lugares con población mayoritariamente alemana en todo Bačka, era, sin embargo, un gran gasto en tiempos de grandes acontecimientos bélicos, los dirigentes de la asociación suspendieron la competición después de unos pocos partidos (septiembre y octubre de 1941), tras las cuales los clubes de la NFS se dividen nuevamente en cuatro secciones (Novi Sad, Sombor, Odžaci y Vrbas).
En la primavera de 1942 el club de Odžak volvió a cambiar su nombre, esta vez a Alemannia (el nombre latino de Alemania. Todos los países rumanos lo llaman así). Se sabe que los futbolistas del Alemannia de Ojak fueron los campeones de la sección de Ojak en agosto de 1942 . Jugó un doble partido con el campeón de la sección Sombor Fußball Club Adler de Stanišić.
En 1936 jugaron futbolistas rápidos de Viena, se jugaron siete partidos amistosos con clubes de Yugoslavia, seis partidos en Serbia y uno en Croacia. El partido del 25 de julio en Odzaci tiene un significado especial porque se jugó a las nueve de la noche y se convirtió en el segundo partido de fútbol nocturno que se juega en Vojvodina. El primer partido de fútbol nocturno se jugó cuatro años antes (1932) en Novi Sad.
Como los meteorólogos predijeron que ese día haría mucho sol, Ertl anunció un juego nocturno. Muchos de los pueblos de los alrededores querían entradas, e incluso de Novi Sad y Subotica, cuyos clubes no se enfrentaron al Rapid Vienna ese año.Luego se decidió que el partido no se jugaría en el nuevo estadio, sino en el más espacioso Vašarište. Siguieron los preparativos de campo, pero el mayor problema fue la iluminación. Ertl contrató ingenieros de su fábrica para resolver el problema de cómo hacer que la poco fiable red eléctrica de la ciudad soportara los pocos miles de bombillas adicionales que los artesanos habían colocado en postes alrededor del campo.
Todo estaba listo para el inicio del partido. En el Rapid jugaron los siguientes jugadores: Raftl, Jestrab, Tausek, Zicemski, Pesar, Skumal, Meister, Smistik, Binder, Wagner, Auridni y Osterman, los entrenadores fueron Schunecker y Bauer. Los jugadores titulares del Ojak Sports Club fueron: Katona, Horvath, Weiss, Lesmeister, Zutter, Jerković, Ruprich, Mesaroš, Pos, Gessler y Schmidt. El árbitro fue Nestor Segedinski de Subotica.
Después de 10 minutos de juego, el Rapid marcó el primer gol, el autor del gol fue Johan Meister. El equipo de Ojai tuvo varias oportunidades de igualar, pero el primer tiempo terminó con el marcador 1:0. En la segunda parte, los jugadores del Rapid demostraron que son un mejor equipo. Primero, Franz Binder marcó el segundo gol de los visitantes en el minuto 65, y Johan Ostermann marcó el último gol del partido en el minuto 87. El partido terminó con un marcador de 3:0 para el Rapid.
Antes de este partido, sólo se jugaron tres partidos nocturnos en Yugoslavia: uno en el Stadion Građski, de Zagreb y otro en Belgrado, en el estadio BSK.

### El período posterior a la Segunda Guerra Mundial hasta la desintegración de Yugoslavia
Después del final de la Segunda Guerra Mundial y bajo la influencia de los comunistas, el club cambió su nombre de club deportivo Odžački a Tekstilac. La Asociación de Fútbol de Yugoslavia se formó nuevamente para determinar los participantes de la Primera Liga de Yugoslavia en la temporada 1946-1947. Se organizaron los campeonatos de Serbia, Croacia, Eslovenia, Bosnia y Herzegovina, Macedonia del Norte, Montenegro y Vojvodina. El campeonato de Vojvodina se dividió en dos grupos, Norte y Sur. Tekstilac jugó un partido para completar el Grupo Norte contra el FK Jedinstvo. El Tekstilac fue derrotado en ambos partidos. En el primer partido, Jedinstvo ganó por 4:0, y en el segundo por 7:2 y se ubicó en el grupo norte del Campeonato de Vojvodina.
Tekstilac compitió en el distrito de Sombor durante los siguientes diez años y en 1958 consiguió su primer lugar en la Liga de Vojvodina . años. Ya al año siguiente, como penúltimo club con 17 puntos conquistados, descendió de la liga. El único club peor clasificado que el Tekstilac fue el FK Radnički Novi Sad.
En la primera mitad de la década de 1960 en el Tekstilac jugaron jóvenes futbolistas que más tarde se convirtieron en jugadores importantes de equipos de primera liga. El portero Alfonz Horvatic, que tras seis años en Tekstilac jugó en FK Velež y el NK Maribor. Slobodan Jovanić y Ante Bačić, futbolistas que ayudaron a Estrella Roja de Belgrado a ganar en título de 1970 en la Primera Liga de Yugoslavia. Vlatko Šimek, uno de los mejores jugadores de Radnicki de Pirot y el Hajduk de Split . Inmediatamente después de ganar el regreso a la Liga Vojvodina en 1962, lograron la mejor posición. En la Liga Vojvodina consiguieron el segundo puesto con 40 puntos. Radnički de Sombor ganó la misma cantidad de puntos, pero debido a la mejor diferencia de goles se aseguró la clasificación en el grupo Este de la Segunda Liga. Radnički anotó 84 goles y concedió 37, mientras que Tekstilac anotó 65 y concedió 40. En la temporada siguiente también se consiguió un buen resultado. Tekstilac ocupó el cuarto lugar. Tras la marcha de estos futbolistas, Tekstilac cayó y acabó en la mitad de la tabla hasta finales de los años 1960.
En la década de los años 1970 hubo altibajos, a principios de los años 1960 el Tekstilac ocupó la cuarta posición, que volvió a hacer sólo tres años después, en 1974. Terminó como el decimosexto equipo y descendió de la liga por primera vez en doce años. Después de una temporada en una división inferior regresó a la Liga Vojvodina, donde nuevamente obtuvo excelentes resultados y terminó en cuarta y quinta posición. Después de dos buenas temporadas el Tekstilac se clasificó por primera vez para la Copa de Yugoslavia. En octavos de final el rival fue el FK Dinamo Vinkovac. En aquella época sólo se jugaba un partido de copa y el Dinamo era el anfitrión. El Vinkovac se adelantó con goles de Radić y Bogdan, y el único gol de Tekstilac lo marcó Feger. Con un marcador de 1:2 el Dinamo avanzó a los octavos de final, donde perdió ante el HNK Rijeka, quien sería el campeón de copa de ese año. A finales de los años 1970, después de que la liga se redujera a dieciséis miembros en 1979, el Tekstilac descendió de la liga.
No hubo resultados significativos durante los años 1980. En 1983 el Tekstilac perdió la primera oportunidad de regresar a la Liga Vojvodina. En la clasificación para la Liga Vojvodina el Tekstilac se enfrentó al campeón de la Liga Regional A de Zrenjanin, el Poleta de Nakov . En el primer partido de la doble jornada el Tekstilac fue el anfitrión y ganó por 3:1, en el segundo partido Polet aseguró su participación en la liga de Voivodina de la próxima temporada con una victoria por 4:1. [20] Sin embargo, en 1987 el Tekstilac volvió a la tercera liga y, aunque ocupó el último lugar ese año, permaneció en la liga. El motivo fue la formación de la nueva Liga Interrepública Norte, de la que se convirtieron en miembros AIK , Bačka , Vrbas y Dinamo. En la temporada siguiente también ocupa el último lugar y esta vez desciende de la liga.[22]

### La tercera división y el regreso a las inferiores
Después de doce años, en 1999 el Tekstilac logró volver a ser tercer lugar de liga y permaneció en la Liga Serbia de Vojvodina hasta 2015 cuando descendió a la zona de Bačka, hoy Liga de Vojvodina del Norte. A principios del siglo XXI el Tekstilac obtuvo buenos resultados, quedó en la mitad de la tabla al final de cada temporada, en dos ocasiones disputó partidos por copa en 2002 y en 2008.
En aquellos años en el Tekstilac jugaban los jugadores que luego se convirtieron en miembros de la selección nacional o jugadores de nuestros clubes más importantes. El ex defensa del Estrella Roja y representante montenegrino Savo Pavićević jugó en el Tekstilac en la temporada 2001-02, también están los futbolistas que pasaron por las categorías inferiores del Tekstilac como Aleksandar Davidov y Branislav Trajković, que registraron una aparición cada uno con la camiseta de la selección serbia, y también jugó en el Partizán de Belgrado. En 2007 el premio al mejor deportista del municipio de Odžaci lo recibió el exfutbolista del club Zoran Ćirić, que también era delantero centro del Partizan de Belgrado.
En la temporada 2022–23 el club sería campeón de la Serbian League Vojvodina y lograría el ascenso a la Primera Liga Serbia. En la temporada siguiente vence al FK Javor Ivanjica en los play offs de ascenso y logra el ascenso a la Superliga de Serbia  por primera vez en su historia.

## Palmarés
- Serbian League Vojvodina: 1 (Nivel 3)

2022–23
- Vojvodina League North: 1 (Nivel 4)

2020–21